# Chris Weale
Christopher Weale (né le 9 février 1982 à Yeovil) est un footballeur anglais. Il joue depuis 2014 au poste de gardien de but.

## Carrière
Leicester City recrute Chris Weale le 29 mai 2009 dans le cadre d'un transfert gratuit, le joueur étant arrivé au terme de son contrat à Bristol City. Après deux saisons pleines, il perd sa place dans les cages de l'équipe au profit du Danois Kasper Schmeichel, recruté au début de la saison 2011-2012. Dès lors, il se cantonne à quelques matchs, principalement en coupe de la Ligue.
Il est donc prêté en janvier 2012, à Northampton Town, un club de League Two (quatrième division).
Il arrive dans le club promu en League One, Shrewsbury Town pour la saison 2012-2013. Il sera le titulaire et participera grandement au maintien du club dans la division. Il sera même élu Joueur de la saison par les supporters du club.
Le 31 août 2016 il rejoint Derby County.